# Franz Feckl
Franz Feckl (* 17. November 1955 in Obertaufkirchen) ist ein deutscher Koch.

## Werdegang
Nach der Ausbildung im Jägerhof in Mühldorf am Inn ging Feckl 1977 zum Du Theatre zu Ernesto Schlegel in Bern in der Schweiz und 1978 zum Tantris (zwei Sterne im Guide Michelin) zu Eckart Witzigmann und Heinz Winkler in München. Nach der Meisterprüfung 1981 wechselte er 1981 zum Hotel Walters Hof in Kampen (Sylt) und 1983 zum Goldschmieding in Castrop-Rauxel.
1985 wurde er Inhaber und Küchenchef im Schloss Höfingen in Leonberg, das mit einem Michelinstern ausgezeichnet wurde.
Seit 2000 ist er Inhaber und Küchenchef im Landhaus Feckl in Ehningen, das ebenfalls mit einem Stern im Guide Michelin ausgezeichnet wurde.

## Auszeichnungen
- Seit 1987 mit einem Stern im Guide Michelin

## Mitgliedschaften
- Jeunes Restaurateur
- Chaine de Rotisseurs
- Meistervereinigung Baden-Württemberg